# José Pinto Leite

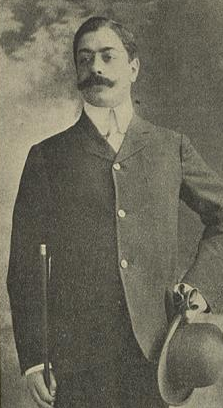
José Pinto Leite, Conde dos Olivais e de Penha Garcia

José Pinto Leite (Lisboa, 6 de Junho de 1871 – 31 de Janeiro de 1956), 2.º Conde dos Olivais e 2.º Conde de Penha Longa, foi um académico e desportista português.

## Família
Filho primogénito de Júlio Pinto Leite, 2.º Visconde dos Olivais jure uxoris e 1.º Conde dos Olivais, e de sua mulher Clotilde da Veiga de Araújo, 2.ª Viscondessa dos Olivais, e sobrinho paterno do 1.º Conde de Penha Longa e 1.º Visconde da Gandarinha e de Licínio Pinto Leite.

## Biografia
Foi Académico Honorário da Real Academia de Belas-Artes de Lisboa e distinto desportista, um dos propugnadores da esgrima e do tiro aos pombos no fim do século XIX. Residiu em Paris, Londres e Lausana.
Os títulos de 2.º Conde dos Olivais, em vida de seu pai, e 2.º Conde de Penha Longa, por ter sido sucessor de seu tio paterno o 1.º Conde de Penha Longa e 1.º Visconde da Gandarinha, foram-lhe renovados por Decreto de D. Carlos I de Portugal de 24 de Novembro de 1892. Usou por Armas: escudo partido, a 1.ª de Araújo e a 2.ª cortada, o 1.º Pinto e o 2.º Leite; timbre: de Araújo; diferença; uma brica de prata com um farpão de ?; coroa de Conde. Resulta este Brasão da justaposição das Armas concedidas ao 1.º Visconde dos Olivais por Carta de D. Luís I de Portugal de 30 de Julho de 1864 (de Araújo, com diferença), e das Armas que foram concedidas a José Pinto Leite, pai do 1.º Conde dos Olivais, por Carta de D. Pedro V de Portugal de 22 de Junho de 1855.

## Casamento e descendência
Casou com … Pereira Seabra, da qual teve, pelo menos, um filho, Rodrigo Maria Seabra Pinto Leite, que em Monarquia seria Representante dos Títulos de Conde dos Olivais e de Conde de Penha Longa, casado com Cecília de Moctezuma Dinis Côrte-Real Lobo da Câmara, de ascendência Mexicana e descendente com uma quebra de varonia de Moctezuma II, com geração.